# Грушатичи
Грушатичи (укр. Грушатичі) — село в Добромильской городской общине Самборского района Львовской области Украины.
Население в 2015 году составляло 485 человек. Население по переписи 2001 года составляло 523 человека. Занимает площадь 1,3 км². Почтовый индекс — 82021. Телефонный код — 3238.